# Grand Prix-seizoen 1925
Het Grand Prix-seizoen 1925 was het eerste Grand Prix-jaar waarin het wereldkampioenschap voor constructeurs werd verreden. Om in aanmerking te komen voor dit kampioenschap moesten constructeurs aan de Grand Prix van het land van herkomst en de Italiaanse Grand Prix deelnemen. Het seizoen begon op 22 februari en eindigde op 22 november na vier races voor het wereldkampioenschap en 17 andere races.

## Kalender

### Wereldkampioenschap
| Ronde | Datum       | Grand Prix       | Circuit           | Winnaar                     | Constructeur | Verslag |
| ----- | ----------- | ---------------- | ----------------- | --------------------------- | ------------ | ------- |
| 1     | 30 mei      | Indianapolis 500 | Indianapolis      | Pete DePaolo, Norman Batten | Duesenberg   | verslag |
| 2     | 28 juni     | België/Europa    | Spa-Francorchamps | Antonio Ascari              | Alfa Romeo   | verslag |
| 3     | 26 juli     | Frankrijk        | Linas-Montlhéry   | Robert Benoist, Albert Divo | Delage       | verslag |
| 4     | 4 september | Italië           | Monza             | Gastone Brilli-Peri         | Alfa Romeo   | verslag |

### Niet-kampioenschapsraces
| Datum        | Land      | Racenaam                     | Circuit       | Winnaar                  | Constructeur | Verslag |
| ------------ | --------- | ---------------------------- | ------------- | ------------------------ | ------------ | ------- |
| 22 februari  | Italië    | Grand Prix van Rome          | Monte Mario   | Carlo Masetti            | Bugatti      | verslag |
| 8 maart      | Frankrijk | Grand Prix van Provence      | Miramas       | Henry Segrave            | Talbot       | verslag |
| 18 april     | Italië    | Grand Prix van Tripoli       | Tripoli       | Renato Balestrero        | O.M.         | verslag |
| 3 mei        | Italië    | Coppa Florio                 | Madonie       | André Boillot            | Peugeot      | verslag |
| 3 mei        | Italië    | Targa Florio                 | Madonie       | Meo Constantini          | Bugatti      | verslag |
| 17 mei       | Duitsland | Solituderennen               | Solitudering  | Otto Merz                | Mercedes     | verslag |
| 21 mei       | Italië    | Savio Circuit                | Ravenna       | Emilio Materassi         | Itala        | verslag |
| 24 mei       | Italië    | Perugia Cup                  | Perugia       | Gastone Brilli-Peri      | Ballot       | verslag |
| 31 mei       | Italië    | Mugello Circuit              | Mugello       | Emilio Materassi         | Itala        | verslag |
| 21 juni      | Italië    | Coppa Acerbo                 | Pescara       | Guido Ginaldi            | Alfa Romeo   | verslag |
| 5 juli       | Italië    | Coppa Vinci                  | Messina       | Renato Balestrero        | O.M.         | verslag |
| 2 augustus   | Frankrijk | Grand Prix de la Marne       | Reims-Gueux   | Pierre Clause            | Bignan       | verslag |
| 16 augustus  | Italië    | Coppa Montenero              | Montenero     | Emilio Materassi         | Itala        | verslag |
| 6 september  | Frankrijk | Grand Prix du Comminges      | Saint-Gaudens | "Goury"                  | Bignan       | verslag |
| 19 september | Spanje    | Grand Prix van San Sebastián | Lasarte       | Albert Divo, André Morel | Delage       | verslag |
| 18 oktober   | Italië    | Garda Circuit                | Salò          | Aymo Maggi               | Bugatti      | verslag |
| 22 november  | Italië    | Apuano Circuit               | Carrara       | Renato Balestrero        | O.M.         | verslag |

1894 · 1895 · 1896 · 1897 · 1898 · 1899 · 1900 · 1901 · 1902 · 1903 · 1904 · 1905 · 1906 · 1907 · 1908 · 1909 · 1910 · 1911 · 1912 · 1913 · 1914 · 1915 · 1916 · Eerste Wereldoorlog · 1919 · 1920 · 1921 · 1922 · 1923 · 1924 · 1925 · 1926 · 1927 · 1928 · 1929 · 1930 · 1931 · 1932 · 1933 · 1934 · 1935 · 1936 · 1937 · 1938 · 1939 · 1940-1945 (Tweede Wereldoorlog) · 1946 · 1947 · 1948 · 1949 
 Lijst van Grand Prix-wedstrijden voor 1950